# Le Silla
Le Silla è un marchio italiano di calzature di lusso da donna. Il marchio è stato fondato nel 1994 da Enio Silla, designer e Monica Ciabattini, nel ruolo di direttore creativo e brand manager, ambedue co-fondatori dell'azienda. L’azienda vede Enio Silla come socio unico e proprietario del marchio . Le calzature Le Silla sono prodotte nel distretto calzaturiero italiano nella regione Marche e costituiscono un prodotto 100% Made in Italy.
Modello icona Le Silla è la scarpa elegante con tacco alto a stiletto. A questa si aggiungono stivali a tubo o stretch, al ginocchio o cuissard.
Caratteristica dell'azienda è l'utilizzo di materiali naturali, pregiati e garantiti: raso di seta, camoscio, rettile, pietre e cristalli Swarovski.

## Distribuzione
La prima boutique monomarca Le Silla viene aperta a Milano in Corso Venezia nel 1998 trasferita nel 2011 in Sant'Andrea. Nel 2002 viene aperta la boutique di Mosca seguita da una seconda nei Magazzini Gum nel 2021. Nel 2014 si aggiungono le boutique monomarca nella capitale della Romania, a Bucarest ed altri due monomarca a Kiev in Ucraina. La show-room Le Silla si trova nel quadrilatero della moda di Milano, in Via Monte Napoleone 23. I prodotti Le Silla vengono distribuiti in tutto il mondo. Secondo dati aggiornati al 2014 i prodotti Le Silla trovano collocamento in Italia per il 10%, il resto dell'Europa per un 20%.  I paesi del Medio Oriente rappresentano il 25% e l'Est Europeo il 35% e l'Estremo Oriente il 10%.

## Campagne pubblicitarie e testimonials

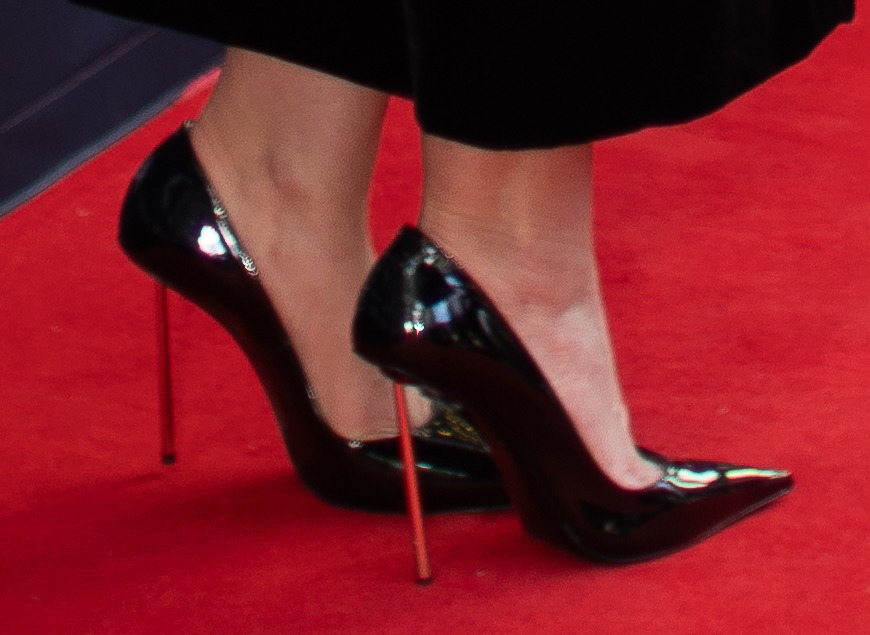
Elizabeth Olsen indossava Le Silla Bella alla 2024 Toronto International Film Festival

Le collezioni Le Silla sono state immortalate da fotografi moda importanti come Alexi Lubomirski, Sebastian Faena, Terry Richardson (campagna pubblicitaria Autunno Inverno 2010-2011) e Camilla Akrans. Testimonial frequenti del marchio sono star nazionali e internazionali del calibro di: Jennifer Lopez, Naomi Campbell, Madonna, Beyoncé, Eva Longoria, Paris Hilton, Victoria Beckham, Rihanna, Fergie, Halle Berry, Shakira, Nicole Scherzinger, Taryn Manning, Elizabeth Hurley, Alessia Marcuzzi, Michelle Hunziker, Belén Rodríguez, Barbara d’Urso, Ilary Blasi, Silvia Toffanin, Laura Pausini, Federica Pellegrini, Caterina Balivo, Cristina Parodi, Marta Marzotto, Vanessa Incontrada, Nina Seničar, Georgina Rodríguez, Aitana, Julia Fox, Candice Swanepoel, Angelina Mango, Barbara Palvin, Mariacarla Boscono, Dakota Fanning, Ariana Grande, Jenna Ortega, Katy Perry, Sabrina Carpenter, Bella Thorne, Cate Blanchett, Eva Longoria, Elodie, Camila Cabello, Anna Dello Russo, Ashley Park, Demi Lovato, Christina Aguilera, Cardi B, Kylie Jenner, Lindsay Lohan, Lily Collins, Heidi Klum, Ester Expósito,Julia Roberts, Emma Roberts, Cara Delevingne, Hailey Baldwin, Zendaya, Alessandra Ambrosio, Sydney Sweeney, Priyanka Chopra, Emilia Clarke